# Amiota furcata
Amiota furcata este o specie de muște din genul Amiota, familia Drosophilidae, descrisă de Toyohi Okada în anul 1960. Conform Catalogue of Life specia Amiota furcata nu are subspecii cunoscute.